# Gelanska lijaza
Gelanska lijaza (EC 4.2.2.25) je enzim sa sistematskim imenom gelan beta-D-glukopiranozil-(1->4)-D-glukopiranoziluronat lijaza. Ovaj enzim katalizuje sledeću hemijsku reakciju
Eliminativno razlaganje beta-D-glukopiranozil-(1->4)-beta-D-glukopiranoziluronatnih veza gelanske osnove uz odvajanje tetrasaharida koji sadrži 4-dezoksi-4,5-nezasićenu D-glukopiranoziluronsku kiselinu na neredukujućem kraju. Tetrasaharid formiran iz deacetilisanog gelana je beta-D-4-dezoksi-Delta4-GlcAp-(1->4)-beta-D-Glcp-(1->4)-alfa-L-Rhap-(1->3)-beta-D-Glcp.
Ovaj enzim je veoma specifičan za gelan, i posebno za deacetilisani gelan.

## Literatura
- Nicholas C. Price; Lewis Stevens (1999). Fundamentals of Enzymology: The Cell and Molecular Biology of Catalytic Proteins (Third изд.). USA: Oxford University Press. ISBN 019850229X.
- Eric J. Toone (2006). Advances in Enzymology and Related Areas of Molecular Biology, Protein Evolution (Volume 75 изд.). Wiley-Interscience. ISBN 0471205036.
- Branden C; Tooze J. Introduction to Protein Structure. New York, NY: Garland Publishing. ISBN 0-8153-2305-0.
- Irwin H. Segel. Enzyme Kinetics: Behavior and Analysis of Rapid Equilibrium and Steady-State Enzyme Systems (Book 44 изд.). Wiley Classics Library. ISBN 0471303097.

## Spoljašnje veze
- Gellan+lyase на 